# Hispano-Suiza HS-404
L'Hispano-Suiza HS-404 est un canon pour avion conçu par Hispano-Suiza dans les années 1930. Il équipe de nombreuses aviations alliées par la suite.

## Historique

### Armée de l'air française[1]
Le canon de calibre de 20 mm HS-9 est une adaptation réalisée par la société Hispano-Suiza du canon de 20 mm Oerlikon à un usage sur le moteur d'avion Hispano-Suiza 12Y. Il équipe les Dewoitine 501 et 510 et tire à une cadence de 350 coups par minute. 
Même s'il a été employé avec des avions équipés de moteurs de diverses provenance, il a été étudié pour se loger au centre du "Vé" formé par les deux bancs de cylindres des moteurs V 8 et V 12 produits par Hispano Suiza, utilisant un angle du Vé relativement ouvert. L'extrémité du tube du canon passe à travers le réducteur à engrenages entraînant l'hélice et débouche au centre du carénage conique (la « casserole ») de l'hélice. 
Cette disposition (appelée moteur-canon) facilite le pointage pour le pilote. On la retrouve sur les chasseurs français des années 1930 (Le Morane-Saulnier MS.406 ou le Dewoitine 520) ainsi que sur les chasseurs soviétiques Yak-3 et Yak-9 dont le moteur Klimov est un dérivé de l’Hispano-Suiza V12 produit sous licence.
En revanche, il était impossible de l'installer sur le moteur Rolls-Royce Merlin, équipant entre autres le Spitfire britannique, car sur ce moteur la place est très réduite entre les bancs de cylindres. 
Le canon HS-404 apparaît en 1938 et présente de larges modifications par rapport au HS-9. Par son rythme de tir et sa vitesse initiale, il surpasse son prédécesseur. Le manque de fiabilité des premiers exemplaires oblige à redescendre à un rythme de tir de 700 à 600 coups par minute. Une réserve de 60 obus est contenue dans un tambour, conçu pour équiper les versions tirant à travers la casserole d'hélice. Ce tambour, par son volume, le rend peu adapté à un emploi dans les ailes, mais l'ensemble est toutefois installé dans la voilure du Bloch MB.152.
Les chasseurs et bombardiers de l'Armée de l'air en sont équipés avant 1940.

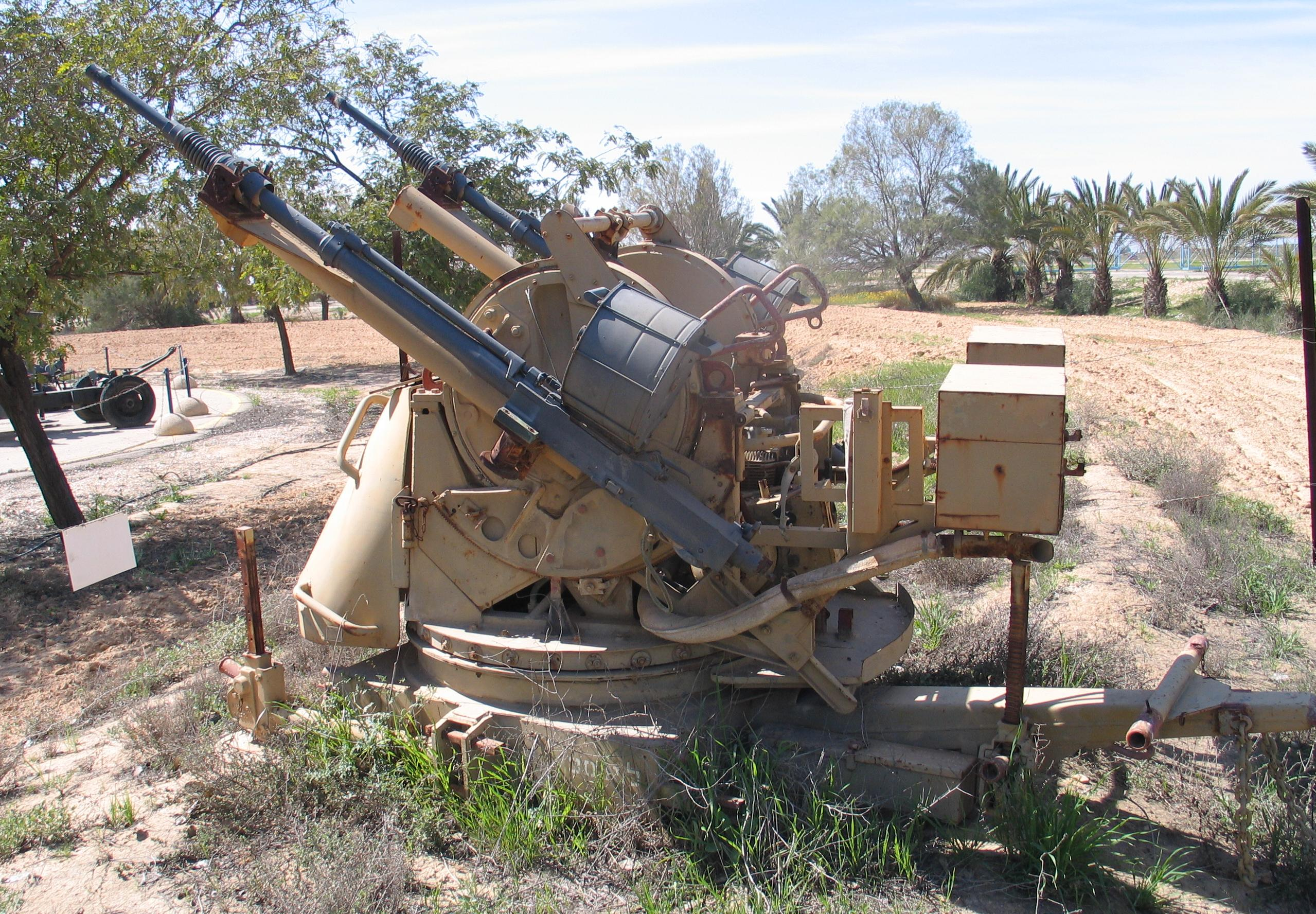
HS.404 dans la configuration double TCM-20, exposée au musée d'aviation israélien

### Utilisations internationales
Le canon Hispano 404 fait l'objet d'un intérêt britannique et américain dès 1938. En Grande-Bretagne, il doit être produit par une filiale d'Hispano constituée à cet effet — dont les dirigeants français seront évincés après l'armistice, en juillet 1940. Toutefois, seul le bimoteur Westland Whirlwind devait utiliser en opérations la première version, alimentée par chargeur. Les versions ultérieures devaient être alimentées par bande, la version Mk V, allégée et raccourcie, à cadence accélérée, équipant la plupart des chasseurs anglais à partir de 1943.  
Les dérivés américains, M1, M2, M3 et M24 devaient connaître moins de succès. L'US Army Air Corps leur préférait les mitrailleuses Browning M2, à la munition moins puissante mais plus fiable. Dans la Marine, ils devaient équiper certains Chance-Vought Corsair et les Curtiss Helldiver. Les versions américaines utilisaient le dispositif d'alimentation par bande développé en France par la manufacture d'armes de Châtellerault, « léger, de construction très compacte et capable d’entraîner de grande bandes de munitions ». Finalement, sur 134 000 exemplaires sortis d’usine entre 1941 et février 1944, 13 000 seulement avaient été réceptionnés par l’Air Corps et 21 000 par l’US Navy, 44 500 livrés aux alliés — essentiellement l’URSS — et 55 000 stockés, sans perspective d’utilisation ultérieure. Le Colt Mk 12 (en) mis en service à partir des années 1950 fut l'armement standard des chasseurs de l'aéronavale américaine des années 1950 et 1960.
Des versions de canon antiaérien sont également mises en œuvre.

## Modèles d'avions équipés

### Argentine
- I.Ae. 27 Pulqui I
- FMA IA-58 Pucará

### Australie
- Commonwealth CA-12

### États-Unis d'Amérique

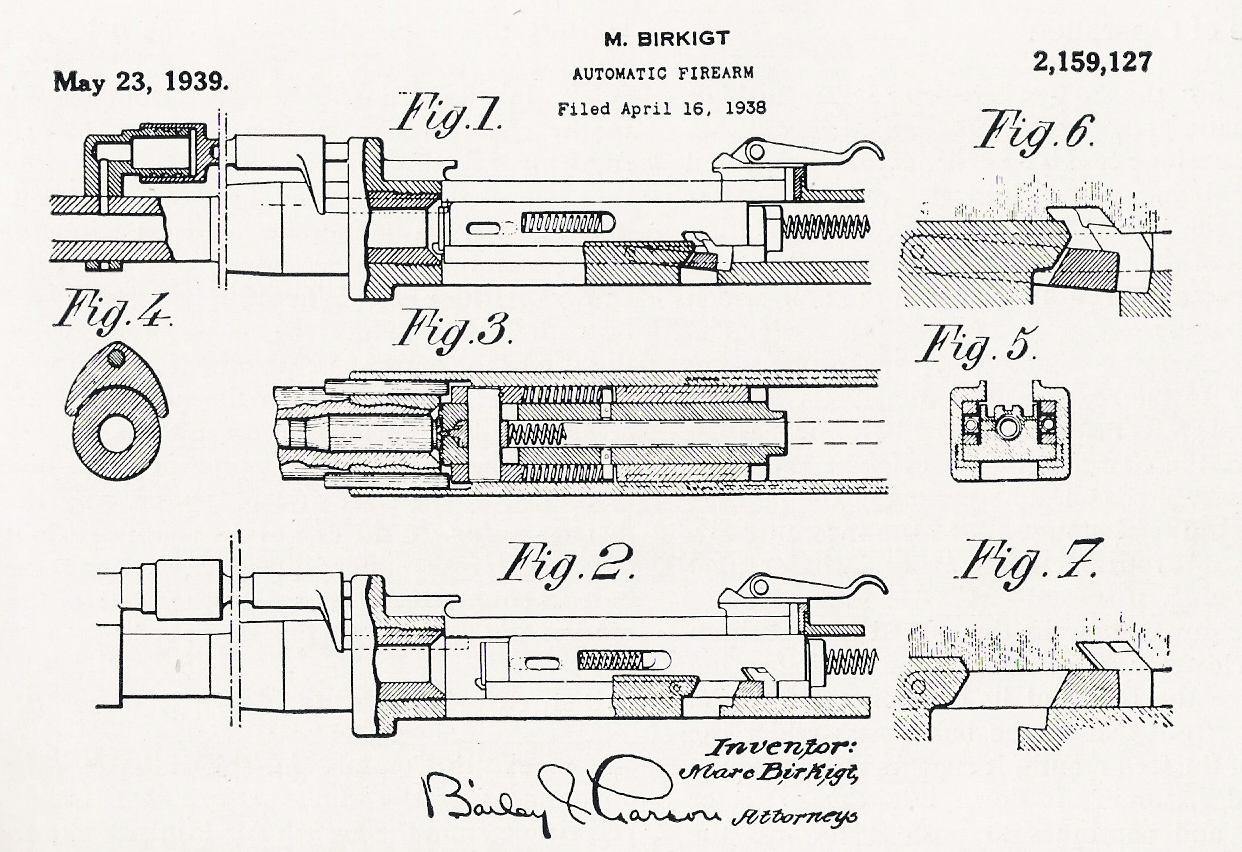
Plans du brevet déposé aux États-Unis par M. Birkigt, 1938

- Boeing B-29 Superfortress
- Boeing B-47 Stratojet
- Boeing B-50 Superfortress
- Chance Vought F4U Corsair
- Convair B-36 Peacemaker
- Curtiss SB2C Helldiver
- Douglas AD Skyraider
- Douglas A-3 Skywarrior
- Douglas A-4 Skyhawk
- Douglas A-20 Havoc
- Douglas B-66 Destroyer
- Douglas F4D Skyray
- Grumman F6F Hellcat
- Grumman F7F Tigercat
- Grumman F8F Bearcat
- Grumman F9F Cougar
- Grumman F-11 Tiger
- Lockheed P-38 Lightning
- Martin B-57
- North American F-86 Sabre
- North American F-100 Super Sabre
- North American P-51 Mustang
- North American P-64
- Northrop F-89 Scorpion
- Northrop XP-56 Black Bullet
- Northrop P-61 Black Widow
- Vought F7U Cutlass
- Vought F-8 Crusader

### France
- Arsenal VG 33
- Bloch MB.152
- Bloch MB.700
- Breguet Br.693
- Dewoitine D.520
- Lioré et Olivier LeO 45
- Morane-Saulnier MS 406 : ce chasseur adopte le moteur-canon tirant à travers l'arbre d'entraînement.
- Potez 631
- Dassault Ouragan

### Royaume-Uni

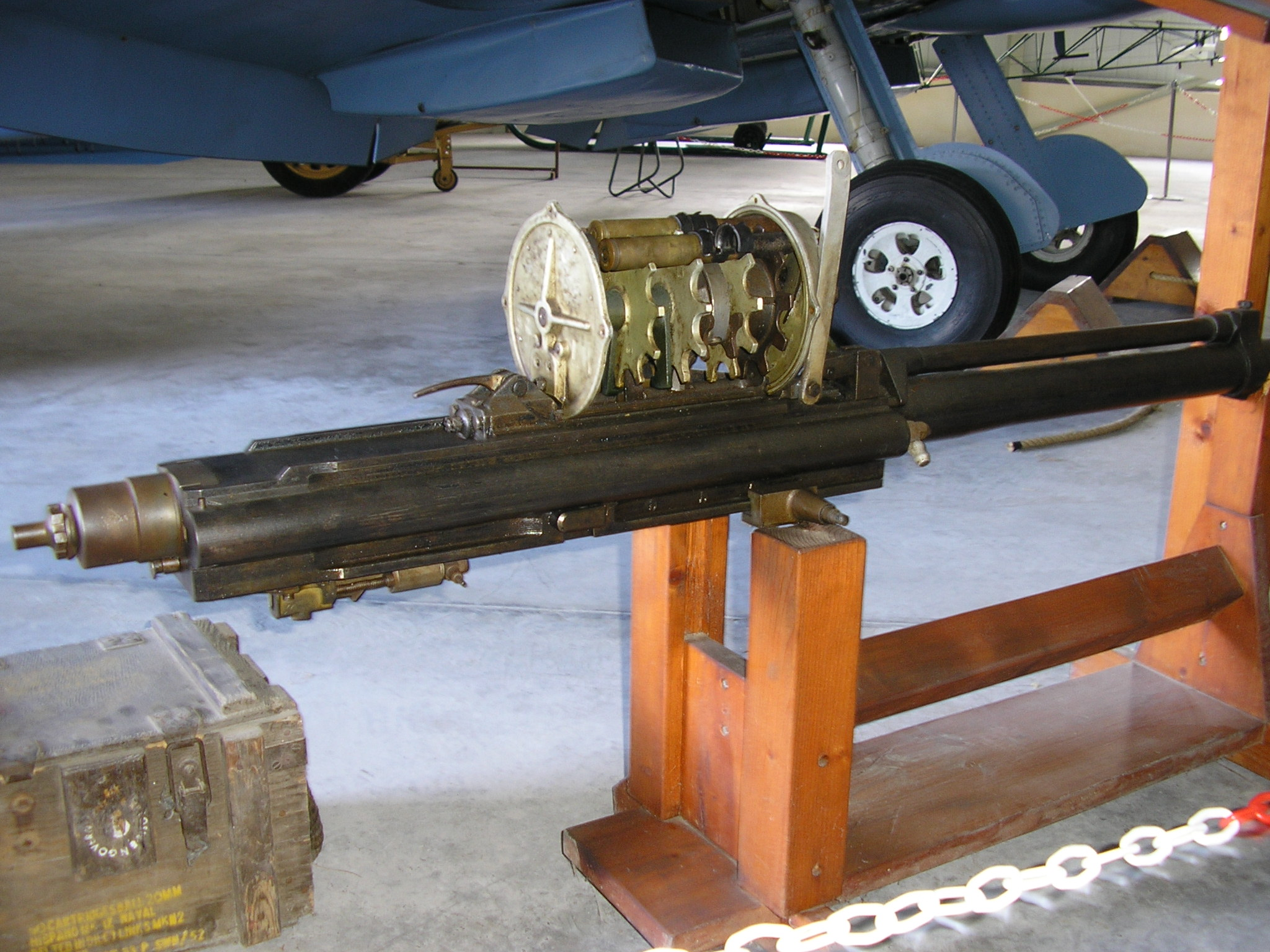
Hispano-Suiza-HS.404-Mk.II, Malta Aviation Museum.

- Avro Lincoln
- Avro Shackleton
- Blackburn Firebrand
- Bristol Beaufighter
- De Havilland Mosquito
- De Havilland Hornet
- De Havilland Sea Venom
- De Havilland Vampire
- Fairey Firefly
- Gloster Meteor
- Hawker Hurricane
- Hawker Sea Fury
- Hawker Sea Hawk
- Hawker Tempest
- Hawker Typhoon
- Martin-Baker MB 3
- Supermarine Attacker
- Supermarine Seafang
- Supermarine Spiteful
- Supermarine Spitfire
- Westland Whirlwind
- Westland Welkin

### Yougoslavie
- Ikarus IK-2

### Suède
- Saab J 29 Tunnan
- Saab 32 Lansen

## Autres véhicules
- Suisse : 625 chars M113:  519 chars de grenadier 63/73 et 105 chars de commandement 63, sont armés d'un canon de 20 mm 1948/73 Hispano-Suiza HS-404 (Genève) intégré dans une tourelle rotative fermée en service de 1975 à 2007.
- France : 1 prototype

Des semi-chenillés Somua MSG vont recevoir une tourelle rotative ouverte avec 4 canons de 20 mm HS-403.

## À voir
- Franck DEVILLERS, CANON HISPANO SUIZA TYPE 404 (L'Arsenal VG33) -
- Canon HS-404, Aéronavale & Porte-avions
- Anthony G. Williams, CANNON OR MACHINE GUN? The Second World War Aircraft Gun Controversy -
- Jean Moulin, Overblog, Les avions de la Guerre d'Algérie, 37 - Armements des aéronefs -2- : les canons de 20 mm, 14 décembre 2009 -

## Sources
- (en) Cet article est partiellement ou en totalité issu de l’article de Wikipédia en anglais intitulé « Hispano-Suiza HS.404 » (voir la liste des auteurs).